# Gran (Kommune)
Gran ist eine Kommune im norwegischen Fylke Innlandet. Die Kommune liegt nördlich von Oslo und hat 13.660 Einwohner (Stand: 1. Januar 2025). Verwaltungssitz ist die Ortschaft Jaren.

## Geografie

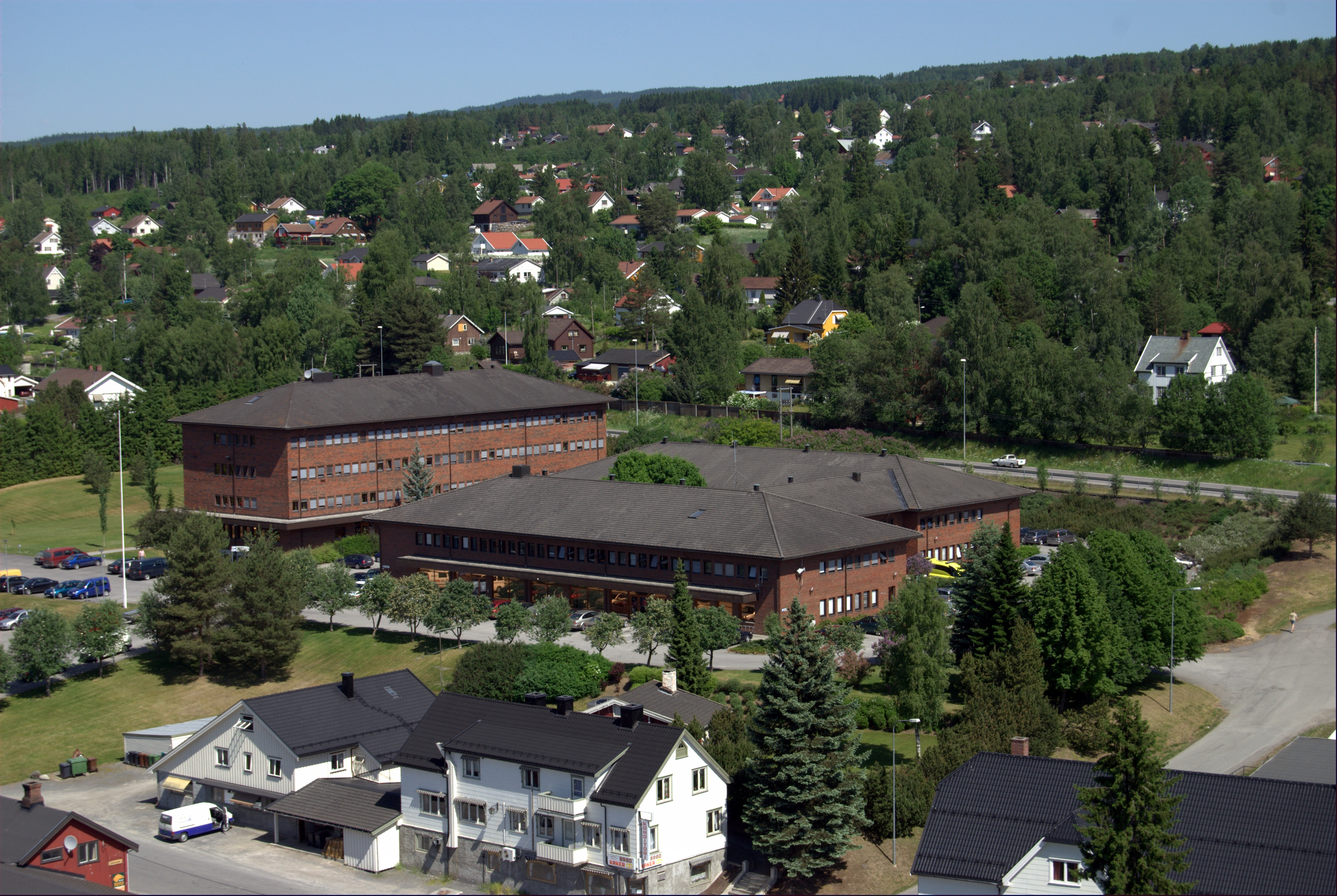
Blick auf das Rathaus von Gran in Jaren

Die Kommune Gran liegt in der Landschaft Hadeland an der Südgrenze des Fylkes Innlandet. Gran grenzt im Norden an die Kommunen Søndre Land und Vestre Toten, im Osten an Hurdal, im Südosten an Nannestad, im Süden an Lunner und Jevnaker sowie im Westen an Ringerike. Die angrenzenden Kommunen Hurdal, Nannestad, Lunner und Jevnaker liegen im Nachbarfylke Akershus und Ringerike im Fylke Buskerud. Die Kommune Gran wird in Nord-Süd-Richtung durch den See Randsfjorden in zwei Hälften getrennt. In den Osten des Sees mündet die Vigga. Sie durchfließt auf ihrem Lauf durch Gran zudem den See Jarenvatnet, an dessen Ostufer die Ortschaft Jaren liegt. Im Westen der Kommune liegt die Seenlandschaft Fjorda. Die Gesamtfläche der Kommune beträgt 756,65 km², wobei Binnengewässer zusammen 99,97 km² ausmachen.
Zwischen dem Randsfjorden und der Vigga befindet sich ein von Hügeln geprägtes und landwirtschaftlich gut nutzbares Areal, da eine Dreiecksform hat. Östlich und nördlich davon sowie auf des Westseite des Sees ist das Terrain steiler ansteigend. Zwischen den Erhebungen befinden sich dort Seen und Mooren. Die Erhebung Lushaugen auf der Ostgrenze zu Hurdal stellt mit einer Höhe von 812,17 moh. den höchsten Punkt der Kommune Gran dar.

## Einwohner
Der Großteil der Einwohner lebt im Gebiet zwischen dem Randsfjorden und der Vigga sowie entlang der Ostuferseite der Vigga. In diesem Bereich liegen die Orte Gran, Ringstad, Brandbu und Jaren, die teils miteinander zusammengewachsen sind. Die restlichen Einwohner leben größtenteils entlang des Randsfjorden-Ufers. In der Gemeinde liegen zwei sogenannte Tettsteder, also zwei Ansiedlungen, die für statistische Zwecke als eine städtische Siedlung gewertet werden. Diese sind Brandbu/Jaren mit 5148 und Gran/Ringstad mit 1698 Einwohnern (Stand: 1. Januar 2024).
Die Einwohner der Gemeinde werden Gransokning oder Granasokning genannt. Offizielle Schriftsprache ist wie in vielen Kommunen in Innlandet Bokmål, die weiter verbreitete der beiden norwegischen Sprachformen.
| Jahr          | 1986   | 1990   | 1995   | 2000   | 2005   | 2010   | 2015   | 2020   | 2025   |
| ------------- | ------ | ------ | ------ | ------ | ------ | ------ | ------ | ------ | ------ |
| Einwohnerzahl | 12.469 | 12.561 | 12.533 | 12.877 | 13.010 | 13.363 | 13.685 | 13.630 | 13.660 |

## Geschichte und Kultur
In Gran wurden zahlreiche archäologische Funde gemacht. In der Kommune befinden sich unter anderem mehrere Hügelgräber. Der Halvdanshaugen ist ein Hügelgrab bei Tingelstad. Weitere Funde sind unter anderem der Runenstein von Dynna und der Steinkreis von Bilden. Der Granavollen Stein stammt aus dem 11. Jahrhundert. Auch die Hofnamen in der Kommune weisen auf eine frühe Besiedlung der Region hin.

### Kirchen

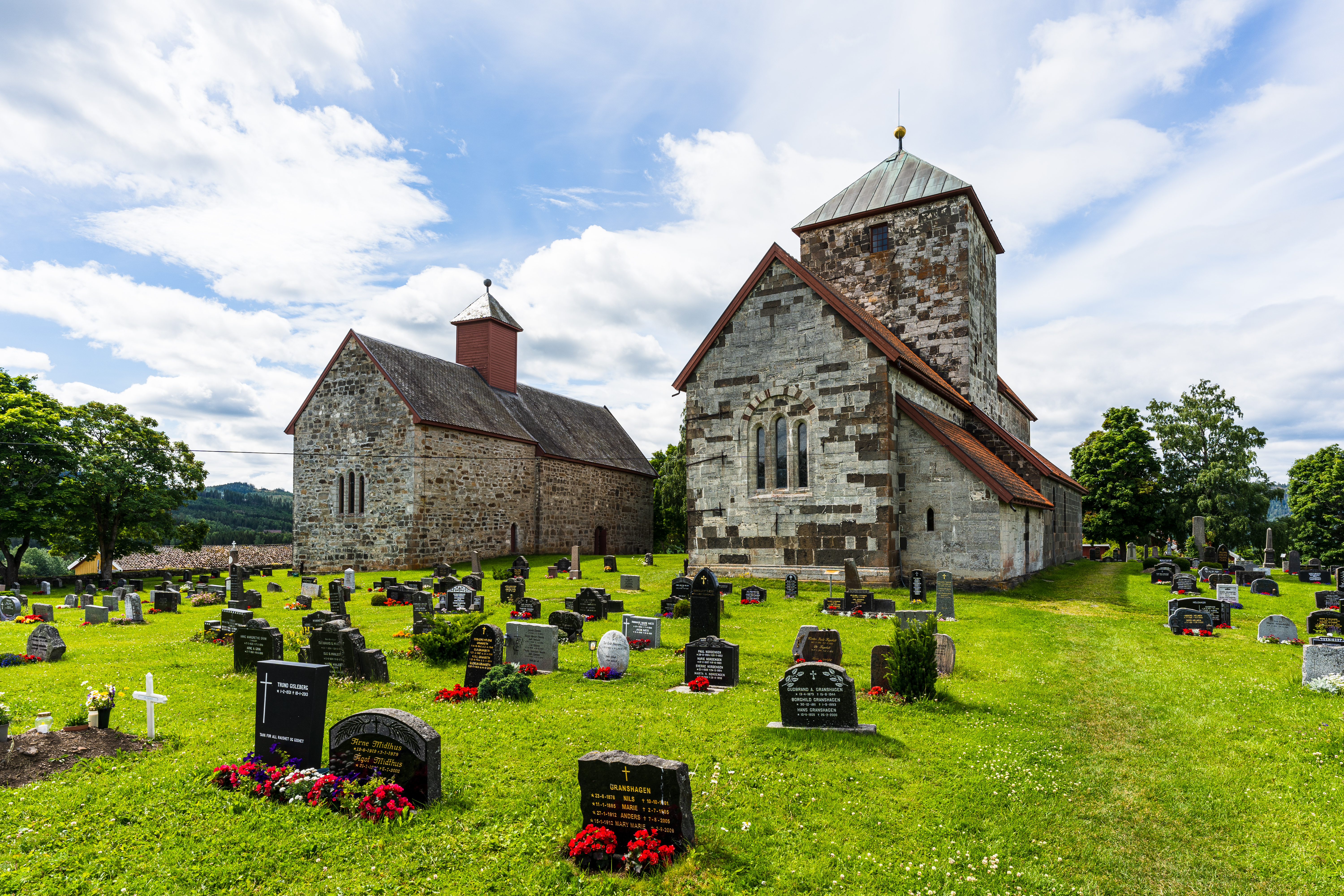
Schwesterkirchen: Nikolaikirken (rechts) und Mariakirken (links)

Der Ort Granavollen stellte im Mittelalter ein kulturelles Zentrum für die Landschaft Haðafylki dar. In Granavollen wurden im 12. Jahrhundert die Schwesterkirchen (Søsterkirkene) errichtet. Die Nikolaikirken und die Mariakirken sind nur rund 30 Meter voneinander entfernt. Der Sage nach wurden die Kirchen für zwei zerstrittene Schwestern erbaut, die jeweils eine eigene Kirche haben wollten. Allerdings war es um die Zeit nicht ungewöhnlich, dass zwei Kirchen mit unterschiedlichen Funktionen nicht weit voneinander erbaut wurden. Die größere Nikolaikirken ist eine dreischiffige Basilika, die als Fylkeskirche für das Hadeland genutzt wurde. Sie hat Platz für rund 220 Personen. Die kleinere Mariakirken hat Platz für rund 150 Personen und wurde als Kirche für Gran genutzt. Die Mariakirken wurde im Jahr 1813 bei einem Blitzeinschlag zerstört. Erst in den 1860er-Jahren erhielt sie erneut ein Dach und Fenster. Auf dem Friedhof befindet sich das Grab des Dichters und Journalisten Aasmund Olavsson Vinje, welches mit einer Büste des Bildhauers Brynjulf Bergslien geschmückt ist.
Weitere Kirchen in der Kommune sind unter anderem die Ål kirke, die Nes kirke, die Tingelstad kirke und die Alte Kirche Tingelstad (St. Petri kirke). Letztere ist eine Steinkirche aus dem Jahr 1220, die vermutlich von privater Hand erbaut wurde. Die Kirche wurde bis zum Bau der Tingelstad kirke genutzt. Diese mit Mauerziegeln errichtete Kirche wurde nach Plänen der beiden Architekten Heinrich Ernst Schirmer und Wilhelm von Hanno erbaut.

### Grenzänderungen
Die Kommune Gran entstand nach der Einführung der lokalen Selbstverwaltung im Jahr 1837. Im Jahr 1874 kam es in einem unbewohnten Gebiet der Kommune zu einer Grenzänderung. Dabei wurde ein Areal von Gran an Jevnaker überführt. Am 1. Januar 1897 wurde von Gran die Kommune Brandbu abgespalten. Gran verblieb dabei mit 3897 Einwohnern, während die neue Kommune Brandbu bei seiner Gründung 4719 Einwohner hatte. Zum 1. Januar 1962 wurde Brandbu mit zu diesem Zeitpunkt 6477 Einwohnern wieder nach Gran eingemeindet. Gran hatte vor der Eingemeindung 5249 Einwohner. Zugleich wurde ein Teilgebiet Grans mit 180 Einwohnern an die Nachbarkommune Jevnaker überführt. Zum 1. Januar 1964 ging ein von zwölf Personen bewohntes Gebiet der früheren Kommune Brandbu an Vestre Toten über.
Bis zum 31. Dezember 2019 gehörte Gran dem damaligen Fylke Oppland an. Dieses ging im Zuge der Regionalreform in Norwegen in das zum 1. Januar 2020 neu geschaffene Fylke Innlandet über. Nachdem das an Gran angrenzende Fylke Viken sein Gesuch auf seine erneute Aufspaltung in Akershus, Buskerud und Østfold abgab, kam es in Gran zu Diskussionen, ob man den Beitritt zum Fylke Akershus anstreben solle. Im April 2022 stimmte das Kommunalparlament schließlich mit 15 zu 12 Stimmen dafür, in Innlandet zu verbleiben.

## Wirtschaft und Infrastruktur

### Verkehr

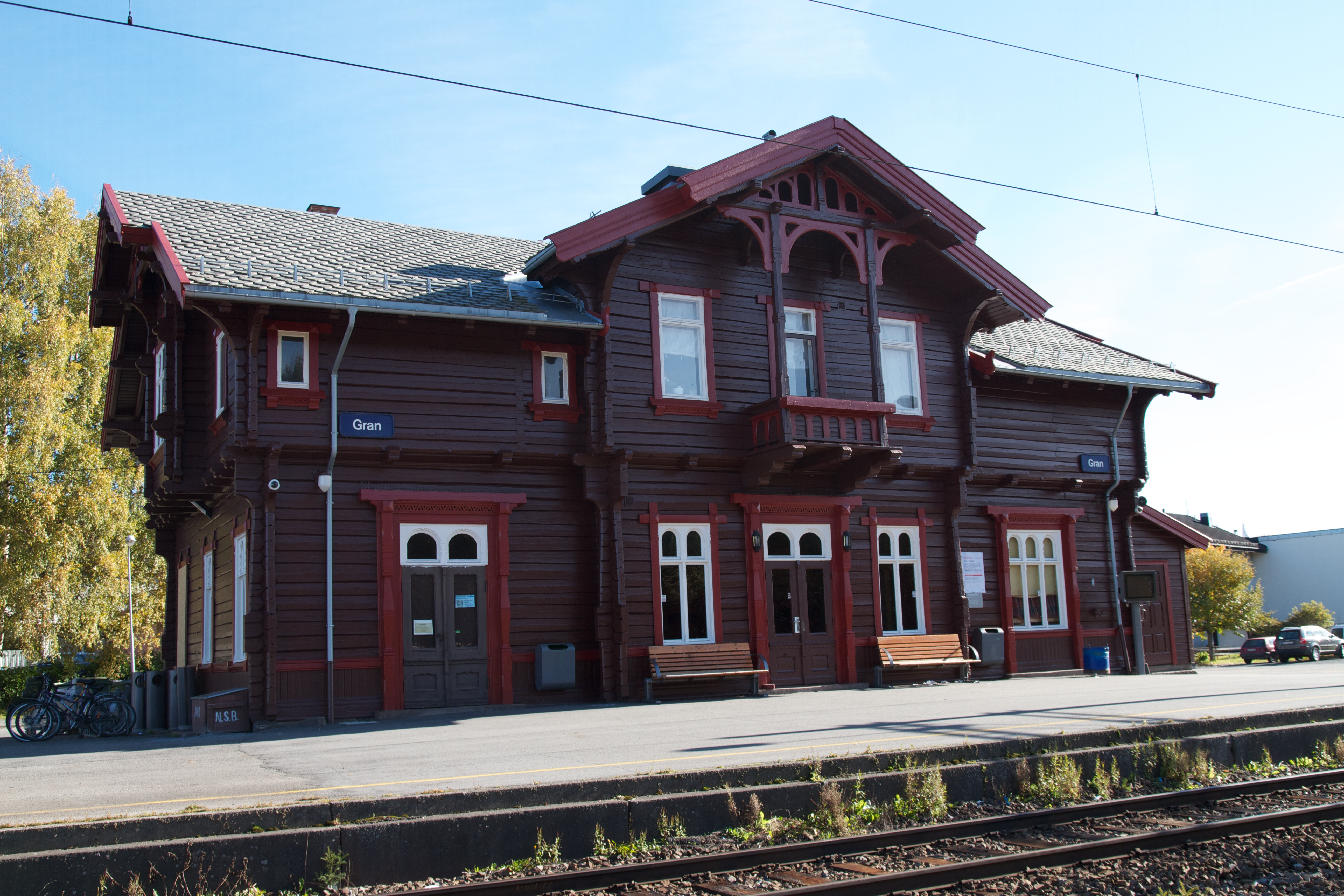
Bahnhof Gran

Durch die Kommune führt der Riksvei 4. Dieser stellt in den Süden die Verbindung nach Oslo her. An der westlichen Uferseite des Randsfjordens verläuft der Fylkesvei 245. Die Ortschaften Gran und Jaren haben je einen Bahnhof an der Bahnlinie Gjøvikbanen. Die beiden Bahnhöfe wurden im Jahr 1900 und damit zwei Jahre, bevor die vollständige Bahnlinie fertiggestellt wurde, eröffnet. Die Entfernung zum Osloer Hauptbahnhof Oslo S beträgt rund 70 Schienenkilometer. Jaren war bis 1957 Abzweigbahnhof für die Bahnstrecke Jaren–Røykenvik. Dort bestand auch die Station Brandbu.

### Wirtschaft
Die Landwirtschaft ist in Gran von größerer Bedeutung. In Gran wird insbesondere Getreide- und Kartoffelanbau betrieben. Im Bereich der Tierhaltung ist vor allem die Haltung von Rindern und Schweinen verbreitet. Zu den meisten Höfen gehören auch Forsten. Für die Industrie sind die Elektroindustrie und der Maschinenbau von größerer Bedeutung. Weitere Industriezweige sind unter anderem die Lebensmittel- sowie die Holzindustrie. In Gran wird die Lokalzeitung Hadeland veröffentlicht. Im Jahr 2021 arbeiteten von rund 6800 Arbeitstätigen etwa 4300 in Gran selbst. Über 750 Personen pendelten in die Kommune Oslo. Jeweils über 100 Personen pendelten zudem in die Kommunen Lunner, Ringerike, Jevnaker, Gjøvik und Ullensaker.

## Name und Wappen
Das Wappen von Gran zeigt auf rotem Schild zwei gelbe Spitzen, die je in einem Kleeblattkreuz enden. Es bezieht sich auf die Schwesterkirchen in Granavollen und wurde von der königlichen Regierung am 11. Dezember 1987 genehmigt. Der Entwurf stammte von Kari Ruud Flem. Der Gemeindename leitet sich vom altnordischen Hofnamen Grǫn ab und bezieht sich auf Bäume der Art Gemeine Fichte. Der Name taucht in Norwegen in vielen Ortsnamen auf und leitet sich meist von einem einzelnen Baum an diesem Ort ab.

## Persönlichkeiten
- Aasmund Olavsson Vinje (1818–1870), Dichter und Journalist
- Tryggve Andersen (1866–1920), Schriftsteller der Neuromantik
- Hugo Marti (1893–1937), Schweizer Germanist und Schriftsteller
- Cally Monrad (1879–1950), Opernsängerin, Schauspielerin und Schriftstellerin
- Sverre Fredheim (1907–1981), US-amerikanischer Skispringer
- Michael Staksrud (1908–1940), Eisschnellläufer
- Reidar Liaklev (1917–2006), Eisschnellläufer
- Kåre Berg (1932–2021), Skispringer
- Lars Grini (* 1944), Skispringer
- Rigmor Aasrud (* 1960), Politikerin und ehemalige Bürgermeisterin der Kommune
- Trond Arne Bredesen (* 1967), Nordischer Kombinierer